# Aliefka Bijlsma
Aliefka Bijlsma (Curaçao, 13 april 1972) is een Nederlands schrijver en creatief producent in letteren en film. Bijlsma debuteerde in 2007 met haar roman Gezandstraald, die werd genomineerd voor de Academica Debutantenprijs. 
‘Wat kom jij hier eigenlijk zoeken?’ vroeg hij. ‘Niets meer.’ Ze ergerde zich aan de vraag en hoopte niet dat Randal verder zou vragen naar wat ze niet meer zocht, of wat ze dan had gevonden. Haar antwoord ‘een thuis’ zou melodramatisch klinken.

## Biografie
Aliefka Bijlsma is geboren op Curaçao en heeft Nederlandse ouders. Haar vader was diplomaat. Bijlsma heeft in haar jeugd in verschillende landen gewoond waaronder Ghana, Senegal, Engeland, Curaçao, de Filipijnen en later ook in Brazilië en de Verenigde Staten. Ze ging naar internationale scholen en spreekt Engels, Nederlands, Frans en Portugees. Ze woont tegenwoordig in Nederland. 
Op haar achttiende vertrok Bijlsma naar Amsterdam en volgde daar een rechtenstudie. Na haar studie heeft Aliefka Bijlsma als advocaat gewerkt op Curaçao. Ze is daarna teruggekeerd naar Nederland waar ze assistent in opleiding (aio) bij de juridische faculteit is geweest aan de Universiteit van Amsterdam. Bijlsma schreef diverse wetenschappelijke publicaties op het gebied van Arbeidsrecht tijdens haar aio-periode aan de UvA en het Hugo Sinzheimer Instituut. Ook is ze vanaf 1998 tot en met 2000 redactiesecretaris Nederlands Tijdschrift voor sociaal recht (Kluwer) en redacteur rechtspraak voor medezeggenschap (Samsom) geweest. 
Bijlsma haar schrijverswens is ontstaan tijdens haar tijd als aio. Ze schreef toen voornamelijk wetenschappelijke artikelen maar vond creatief schrijven aantrekkelijker. Aliefka Bijlsma heeft vanaf 1999 vooral in de filmindustrie gewerkt als juriste, met een focus op verhalen vertellen en ontwikkelen. Tijdens deze periode heeft Bijlsma de mogelijkheid gekregen om scripts te evalueren en schrijven; één ervan is verfilmd (Adrenaline). Daarnaast schreef en regisseerde Bijlsma enkele korte films, korte verhalen, opiniestukken en columns. Haar eerste korte verhaal schreef Aliefka Bijlsma onder het pseudoniem Lieke de Vries. Haar eerste publicatie van een kort verhaal was in de Vrij Nederland. Bijlsma haar eerste productie was een theaterstuk (Thuis) in 2001 in het Cosmic Theater tijdens het Hollandse Nieuwe Festival. Thuis gaat over drie jonge meiden van verschillende afkomsten op Curaçao. Deze twee publicaties gaven Aliefka Bijlsma de motivatie om definitief voor het creatief schrijverschap te kiezen. 
Bijlsma heeft verschillende lezingen gegeven. Lezingen aan uitgeverijen over selfpublishing aan de hand van haar eigen ervaringen en lezingen aan expats en internationale bedrijven over Dutch Culture in samenwerking met het John Adams Institute en The American Book Center. 
In 2019 heeft Aliefka Bijlsma haar bedrijf Mile 13 Media opgericht waarin ze haar eigen ideeën verder kan ontwikkelen en nieuwe vormen van samenwerking aangaat met makers. Haar focus ligt daarbij op cross-cultural stories. Mile 13 is een strand in Ghana, waar Aliefka Bijlsma als tiener heeft gewoond. Het logo van Mile 13 Media bevat de kleuren en de ster van de Ghanese vlag. Inmiddels is Aliefka Bijlsma schrijver en creatief producent. Momenteel heeft Bijlsma samen met Mina el Hannaoui het schrijven en ontwikkelen van de speelfilm Marokkaanse Bruiloft, die in 2021 verwacht wordt, afgerond. De opnames beginnen in maart 2020. Bijlsma zit ook in de Commissie Mainstream van het Nederlands Filmfonds en is ze bestuurslid van het Netwerk Scenarioschrijven en de Auteursbond.

## Literair werk
Aliefka Bijlsma haar achtergrond speelt een belangrijke rol in haar werk en heeft haar kijk op verhalen gevormd en beïnvloed. Bijlsma haar ervaringen zijn terug te lezen in haar romans. Die spelen zich af in het buitenland en stellen de vraag wat is identiteit? Hoe vormt een identiteit zich?
Bijlsma eerste roman Gezandstraald, waaraan ze in 2004 begon te schrijven, kwam in 2007 uit. In 2010 verscheen haar tweede boek Mede namens mijn vrouw die is vertaald naar het Engels met als titel The consul general’s wife. Deze Engelse versie is verschenen als e-boek en is door Bijlsma zelf gepubliceerd.   

### Gezandstraald

#### Motto verhaal
“Thuis is niet waar je bent maar wie je bent”. (p190).  Het lukt Janera de Vries niet om een thuis te vinden op Curaçao. Ze zal eerst haar ware identiteit moeten vinden voordat ze haar thuis kan vinden. 

#### Genre
Gezandstraald is een psychologische roman over identiteit en over zich thuis voelen in een (nieuwe) omgeving. Het verhaal speelt zich af op het eiland Curaçao in 1994 en wordt verteld vanuit het perspectief van het hoofdpersonage Janera de Vries. Haar gevoelens en gedachten komen in de roman sterk naar voren. Curaçao en de omgeving waar Janera zich in bevindt wordt erg gedetailleerd en filmisch beschreven. 
Flaptekst: “Janera de Vries verhuist direct na haar studie naar Curaçao om daar advocate te worden. De terugkeer naar haar geboorte-eiland markeert het einde van een ontwortelde jeugd, die volgde uit het reizend bestaan van haar ouders. Maar al snel blijkt de muurkanker zich niet alleen door de verflagen van haar kantoor heen te vreten; ook haar nieuw opgebouwde leven vertoont scheuren. In een rechtszaak komt ze tegenover de blanke Antilliaan Christiaan de Haseth te staan. Hij weigert haar te accepteren als zijn gelijke en werpt haar het verleden van haar vader onder de voeten. Janera zet alles op alles om het van hem te winnen maar dreigt zichzelf te verliezen in de benauwde ambivalentie van het eiland.”

#### Structuur
De roman is verdeeld in vier delen: Aarde, Zon, Zee en Wind. Onder elk deel staat een quote. 
Aarde: “Haar eerste voetstap is voorzichtig, alsof ze zich op glad ijs begeeft.”
Zon: “Als ik er niet ben, mist ze mij. Als ik er wel ben, brandt ze zich aan mij.”
Zee: “Ze zit in de branding. Ik kietel haar tenen maar ze trekt haar voeten terug.”
Wind: “Ik hoor haar zuchten en wil haar gedachten meenemen. Ze zijn te zwaar.” 
Het gebruik van aarde, zon, zee, wind zou een referentie kunnen zijn naar de vier Griekse elementen aarde, water, lucht en vuur of de vier fysieke elementen uit het Boeddhisme: aarde, water, vuur en wind. Deze elementen worden gezien als de basis van ons ontstaan. Hoe de wereld en wij als mens zijn gebouwd. 
De quote van het deel Aarde kan verklaard worden als de onzekerheid van Janera als ze op Curaçao aankomt. Ze kent het eiland niet goed en spreekt geen Papiaments. Ze moet haar plek zien te vinden tussen de ‘echte Curaçaoënaars’ die haar niet beschouwen als eilandkind. De quote van het deel Zon kan slaan op de relatie tussen Janera en haar moeder Vera. De quote van het deel Zee kan betrekking hebben op de onrust die Janera voelt. Ze lijdt aan slapeloosheid en heeft moeite met prioriteiten stellen. Ze begint te twijfelen aan haarzelf en weet niet meer welke waarheid ze moet geloven. Waar Janera de Vries in gelooft botst met de meningen van Christiaan de Haseth. De quote van het deel Wind kan verklaard worden als het falen van Janera tijdens de rechtszaak en het falen van het vinden van een ‘thuis’. Janera heeft haar best gedaan maar het is haar te zwaar.

#### Titelverklaring
Zandstralen is met een krachtige druk vuil, roest of verf verwijderen van voorwerpen die gereinigd moeten worden. Janera de Vries probeert te ontsnappen van haar verleden en dat van haar familie. Ze wil haar eigen identiteit creëren op Curaçao, zonder invloed van haar familie. Toch lukt het Janera niet om haar verleden achter zich te laten en een ‘thuis’ te vinden op Curaçao. Dat het Janera de Vries niet lukt om zich te ‘zandstralen’ van haar verleden wordt duidelijk door de flashbacks over Hugo, Janera haar broer, en haar ouders. Ze wordt constant geconfronteerd met het Shell-verleden van haar vader. Janera de Vries moet haar leven zandstralen om er weer als nieuw uit tevoorschijn te komen. Haar ware identiteit blootleggen. Haar diepste zelf ontdekken.

#### Thematiek
Ontheemding en identiteit. Janera de Vries (25) is op Curaçao geboren en na het wonen in verschillende landen gaat ze terug naar Curaçao om een thuis, een plek waar ze bij hoort, te vinden. Tijdens haar verblijf op het eiland komt Janera er achter dat ze ook hier een vreemdeling is. Haar poging om op haar geboorte-eiland een thuis te vinden en een echte Curaçaoënaar te worden lukt dan ook niet. Dit wordt haar duidelijk gemaakt door verschillende personages in het boek. 
"‘Ik ben Janera,’ zei ze, ‘ik kom hier werken. Als advocate.’ Van alle kanten brandden ogen in Janera’s zij, schouders en billen en gezicht. Niet rood worden, dacht Janera, waardoor het juist gebeurde, en vooral niet wegkijken. Moraima zei als eerste iets: ‘mooie bloes hebt u aan.’ Janera had een witte bloes aan want daar leek ze bruiner in. De secretaresses droegen daarentegen allemaal donkeren kleuren, veel zwart. 
‘Dank je,’ zei ze, ‘zeg maar “je” hoor.’ Ze stak haar hand uit. Moraima leek ervan te schrikken. ‘En jij bent?’ vroeg Janera. 
‘Moraima,’ met een rollende r en een o die als een oe klonk. ‘Mooie naam, waar komt die vandaan?’ probeerde Janera, en het deed wat ze hoopte. Moraima’s trots vertoonde barsten. Ze duwde haar bril hoger op haar neus, snoof.
‘Gewoon,’ zei Moraima en ze leek een heel dringende zaak op haar bureau te ontdekken.
‘Ik ben een yu’i korsou,’ zei Janera. Te gretig, wist ze meteen. 
Moraima kuchte verontwaardigd. Judaika riep: ‘Hopi bon! Bo ta papia Papiamentu?’ Janera wankelde. Ze moest toegeven: ‘Nee. Ik versta het wel, een beetje. Un tiki.’ 
De secretaresses keken elkaar aan. Ze rolden net niet met hun ogen. Saamiyah legde langzaam articulerend uit hoe het zat: ‘Nou, eigenlijk noemen wij iemand zoals u dan dus niet een yu di korsou.’ Geen eilandskind." (p. 36)

#### De Shell en30 mei 1969
De olieraffinaderij op Curaçao (de Shell/ Isla) en de staking van 30 mei 1969 spelen een belangrijke rol in het boek. Op 30 mei 1969 kwamen de arbeiders van een onderaannemer van de Shell massaal in opstand tegen hun slechte arbeidsvoorwaarden. Ze trokken van de raffinaderij naar Willemstad en zetten een groot deel van de stad in brand. Deze gebeurtenis geldt als misschien wel het grootste trauma uit de moderne geschiedenis van Curaçao.  
In Bijlsma's roman werkt de vader van Janera de Vries, Jan, bij de Shell. Betekenisvol is ook dat Janera op 30 mei 1969 geboren is. De naam Janera lijkt een combinatie van de namen van haar ouders Jan en Vera. Deze naam koppelt Janera aan het verleden van haar ouders, die staan voor het lijden van de Curaçaose bevolking door de Shell. 
Janera besluit om het huis waar ze in haar jeugd heeft gewoond te bezoeken. Het huis staat in Emmastad en wordt beschreven als “licht koloniaal maar niet overdadig”. Aangekomen op de raffinaderij vraagt de Watch Commander aan Janera wat ze komt doen. 
“ ‘Mijn vader werkte hier. Ik…’ Het enige logische dat ze kon bedenken was: ‘Ik ben hier geboren’.
‘Wanneer?’ De Watch Commander bladerde heen en weer door het zwarte boek. 
’30 mei 1969’. 
Hij staarde haar vol ongeloof aan. Alsof ze de Messias beweerde te zijn. Daarna sloeg hij het boek dicht. Het stof dwarrelde op zijn bureau neer. ’30 mei 1969,’ zei hij, ‘dat kan niet’. 
‘Natuurlijk wel’. 
‘Nee’.
‘Ik ben op die dag geboren.’
‘Dan hebt u geen bestaansrecht.’
‘Ik ben hier toch?’
‘Volgens de boeken niet.’ ” (p.196)
Janera de Vries haar naam en geboortedatum staan niet in de boeken van de olieraffinaderij. Die dag is overgeslagen. “ ’30 mei bestaat natuurlijk wel, alleen wil degene die dat boek heeft gemaakt misschien liever doen alsof die dag niet heeft bestaan’.” (p.196)
Aan het einde van het boek blijkt dat Christiaan de Haseth, tegenspeler van Janera in de rechtszaak, longkanker heeft, waarschijnlijk door de Isla. De volgende passages maken duidelijk waarom hij de Shell zo haat en ook Janera niks vindt. Tijdens carnaval komt Janera er achter dat Christiaan de neef van Torsten is. Er volgt een gesprek over de Shell. 
“’We delen dus hetzelfde bloed.’ Hij stond tussen Torsten en Janera in, legde zijn arm om haar schouder, drukte haar tegen zijn oksel aan. ‘En wij delen allemaal dezelfde lucht.’ Het was benauwd onder zijn oksel, het stonk.
‘Heb je al verteld waarom er niemand meer in dit huis kan wonen? Waarom het leeg staat?’ vroeg Christiaan aan Torsten. 
Torsten knikte naar de straat. ‘De optocht begint zo.’ Jullie willen alles toch altijd zo graag benoemen?’ zei Christiaan en hij trok haar naar de muur, duwde haar gezicht ertegenaan. ‘Ruik je het? Die Isla? Het zit in de muur, zoals het in je lichaam gaat zitten en je ziek maakt. Astma. Chronische bronchitis, longemfyseem.’ Hij ademde diep in en op een uitademing proestte hij. ‘Kanker’.
Janera trok haar hoofd los. Christiaan kneep in haar arm, haalde zijn vinger langs de muur. Zijn vingertop werd zwart. Hij wees daarmee naar de vlammende schoorsteen van de raffinaderij. ‘Dat roetmonster daar…’.
“Torsten wreef zijn hand over zijn gezicht, ratelde maar wat voor zich uit. ‘… we herinneren ons nog te veel. Dat is het probleem. Juist dat is het.’ Hij begon weer te schrijven, drukte het boekje haast tegen zijn neus. ‘Dat het verleden nog zo dichtbij is. We kunnen pas verder als we dat hebben afgesloten, maar we herinneren ons nog te veel. Onze identiteit moet zich nog ontwikkelen…’.
Christiaan rukte het boek uit Torstens handen, gooide het de tuin in. ‘Hou toch eens op met die onzin. Je moet dat niet willen goedpraten. Ze heeft je zeker niet gezegd dat haar vader daar werkte?’ Hij knikte met zijn hoofd richting de Isla en wees naar Janera. ‘En dat zij voor diezelfde koño’s van advocaten werkt’. ” (p.166)
Na haar bezoek aan de olieraffinaderij begrijpt Janera dat Christiaan de Haseth de wereld waar zij vandaan komt niet haatte maar er juist bang voor was. “En omdat Janera in deze wereld was geboren, was Christiaan ook bang voor haar.” (p.199)

### Romans
- Gezandstraald, uitgeverij Augustus, 2007.
- Mede namens mijn vrouw, uitgeverij Augustus/Atlas Contact, 2010, speelt zich af in Brazilië. Mede namens mijn vrouw is door middel van een crowdfundingactie naar het Engels vertaald, verspreid als gratis e-book en digitaal verkocht op amazon.com en iTunes.

### Kranten en tijdschriften
- Meer dan zwarte bladzijde. Over hoe de Nederlandse overheid meer verantwoordelijkheid moet nemen voor ons slavernijverleden, Het Parool, 1 juli 2013 (Opiniestuk).
- Nederland is oorzaak van puinhoop Curaçao, NRC Handelsblad, 24 oktober 2012 (Opiniestuk).
- Chillen zoals op de Antillen: we kunnen heel wat leren van de eilandbewoners, Flair, 2011 (Column) #30.
- De meerwaarde van Curaçao, Antilliaans Dagblad, 3 december 2010 (Opiniestuk).
- Op zoek naar een school, NRC Handelsblad, 17 mei 2010 (Column).
- Over het thema thuis voelen, Nieuw Wij (www.nieuwij.nl), Juni 2009 (Column).
- Over het boek Genade van Tina Weemoed, Opzij, februari 2009 (Artikel).
- Een pot verf is zo onschuldig niet, NRC Handelsblad en NRC Next!,  10 april 2009 (Opiniestuk).
- Een Nederlandse munt in Brazilië, De Beeldenaar, september 2008 (Column).

### Varia
- Verhaal met als titel 'Genadeloos' opgenomen in verhalenbundel Fasten Your Seatbelt!. Uitgeverij Trademark 2008.
- Eenakter Thuis, opgevoerd in Cosmic Theater tijdens Hollandse Nieuwe Festival. Regisseur Ruurd de Maesschalk. 2001.

## Film en TV
- Scenario: speelfilm Zwanger & Co. Regie Johan Nijenhuis. Producent Nijenhuis en Ingmar Menning (Nijenhuis & Co). (2022).
- Scenario: speelfilm Marokkaanse Bruiloft. Geschreven met Mina el Hannaoui. Producenten Johan Nijenhuis en Ingmar Menning (Nijenhuis & Co). (In pre-productie. Opnames in maart 2020).
- Dramaturgie: TV serie Benghazi International. Bedacht door Waldemar Torenstra. Producent NL Film. (In ontwikkeling).
- Co-schrijver originele format: TV serie Atrocity. Bedacht door Pieter Bart Korthuis en Alon Aranya. Producent Ekeby & Fiction Valley. AVROTROS. (In ontwikkeling).
- Schrijver en producent: TV Driss. Auteur Asis Aynan. Met Edward Stelder. Co-productie BNNVARA. (In ontwikkeling).
- Writers room/lange lijnen: zomerserie Swanenburg. Bedacht door Edward Stelder. Producent Key Film & Stepping Stone. KRONCRV. (In productie).
- Creative Producer: Telefilm Zomer Zonder Mama. Schrijver Kate Brown, regisseur Sanne Vogel, producenten Johan Nijenhuis & Ingmar Menning (Nijenhuis & Co). (Tweede fase (scenario-ontwikkeling) gehonoreerd).
- Scenario: speelfilm Hong Kong Sister. Regisseur Yan Ting Yuen, producent Maarten Swart (Kaap Holland). (In ontwikkeling).
- Creative producer: speelfilm Mannen van Mars. Schrijver en regisseur Hans Somers, producenten Johan Nijenhuis en Ingmar Menning (Nijenhuis & Co). (Bioscooprelease 2018).
- Dramaturgie: speelfilm Onze Jongens. Schrijver Annelouise van Naerssen (Verboon), regisseur Johan Nijenhuis, producenten Johan Nijenhuis en Ingmar Menning (Nijenhuis & Co). (Bioscooprelease 2018).
- Scenario’s: kinderserie De Leeuwenkuil. Tien afleveringen samen met schrijver Sander de Regt. Regisseur Diede in ’t Veld, producenten Johan Nijenhuis en Ingmar Menning. Omroep Tros. (Uitgezonden 2013).
- Scenario: speelfilm Solo. Producent Reinier Selen (Rinkel Film). Solo werd in 2007 ontwikkeld met steun van het filmfonds en North by Northwest screenplay programme van de EU. (Plan om dit scenario nieuw leven in te blazen).
- Scenario: TV serie Het wetboek van Milo (1 aflevering). Producent Alain de Levita (NL Film). Omroep VTM & Net5. (Uitgezonden 2008).
- Regie, scenario en camera: mockumentary Tramp. Samen met Nestor Sanz. Producent Arry Voorsmit (Riba Filmproductions). (2007).
- Regie, camera en editor: videoclip Get in the Pit voor The Milwaukee Wildmen. Producent Erik Schut (Rocketta Film). (2003).
- Scenario (co-auteur): speelfilm Adrenaline. Samen met regisseur Roel Reiné. (Bioscoopuitbreng 2003).

## Primaire bron
- Website van Aliefka Bijlsma

## Secundaire bronnen
- Jake Blok & Karianne Vermaas, Het e-boek experiment van auteur Aliefka Bijlsma, Frankwatching, 16 november 2010[2]
- Victor de Kok, Uitgever experimenteert met gratis e-boek Bijlsma, de Volkskrant, 4 oktober 2010[3]
- Waarom haar script voor Marokkaanse bruiloft wel wordt verfilmd maar al haar andere ideeën niet, de Volkskrant, 4 november 2019[4]
- R.N. Morris, Adventures in e-publishing Part Ten – interview with Aliefka Bijlsma, rogernmorris, 2012[5]
- Sabine Marijnissen, Zoektocht naar zelf is gemiste kans, Caraïbisch uitzicht, 26 januari 2011[6]